# Hugo Högner
Hugo Högner (* 3. August 1910 in Landshut; † 1994 in Landshut) war ein deutscher Maler und Goldschmied.
Högner hatte zwei ältere Brüder, einer war der Kunstmaler Franz Högner. Er besuchte die Oberrealschule. Das Goldschmiede-Handwerk erlernte er bei seinem Vater.
Im Alter von 19 Jahren besuchte Högner die Akademie für angewandte Kunst in München sowie die Sommerakademie von Oskar Kokoschka in Salzburg. Er war der Mentor des Künstlers Johann Gassenhuber.

## Ausstellungen (Auswahl)
- Oswald Hopp, Hugo Högner : Städtische Galerie Rosenheim vom 9. Januar bis 22. Februar 1987 in Rosenheim
- Idee als Anregung : Handzeichnungen der Sammlung Högner von Asam bis Kubin vom 26. April bis 15. November 1997 in Göttweig

## Ehrungen
- 1989 Ehrenbürger der Stadt Landshut